# جائزة إسبانيا الكبرى 1973
جائزة إسبانيا الكبرى 1973 هو سباق فورمولا 1 أقيم بتاريخ 29 أبريل 1973 في برشلونة، منطقة كتالونيا، إسبانيا. كان الرابع من أصل 15 في بطولة العالم لسباقات الفورمولا واحد موسم 1973. حلّ البرازيلي إيمرسون فيتيبالدي أولا.